# یواس‌اس شیهان (دی‌ئی-۵۴۱)
یواس‌اس شیهان (دی‌ئی-۵۴۱) (به انگلیسی: USS Sheehan (DE-541)) یک کشتی بود که طول آن ۳۰۶ فوت (۹۳ متر) بود. این کشتی در سال ۱۹۴۳ ساخته شد.